# 食品ロスの削減の推進に関する法律
食品ロスの削減の推進に関する法律（しょくひんロスのさくげんのすいしんにかんするほうりつ、令和元年5月31日法律第19号）は、食品ロス削減推進に関する法律である。
略称は食品ロス削減推進法。
2019年（令和元年）5月31日に公布され、同年10月1日に施行された。

## 背景
- 日本の食品ロスの現状によると、2016年度推計量は643万トンで、飢餓に苦しむ人々に向けた世界の食糧援助量（380万トン）の1.7倍にあたる[1]。全体のうち352万トンは事業者から出ている[2]。
- 料理の食べ残し・売れ残りなどまだ食べるものや[3]、毎年2月に行われる節分で、販売されている恵方巻きが大量廃棄されるというニュースが話題となり、食品ロスへの関心が高まった[2]。
- 2018年12月、国会でも超党派の「食品ロス削減及びフードバンク支援を推進する議員連盟」（山東昭子会長、竹谷とし子事務局長）が設立され、議員立法の制定を目指すこととなった[4]。
- 公布後には、大手スーパーやコンビニエンスストアや外食産業など色々な対策を行なっており[2]、環境省では農林水産省と消費者庁と連携して毎年10月に「食品ロス削減月間」を、10月30日には「食品ロス削減の日」を制定する[5]。

## 概要

### 食品及び食品ロスの定義（第2条）
この法律において「食品」とは、飲食料品のうち医薬品、医療機器等の品質、有効性及び安全性の確保等に関する法律第二条第一項に規定する医薬品、同条第二項に規定する医薬部外品および同条第九項に規定する再生医療等製品以外のものをいう。
この法律において「食品ロスの削減」とは、まだ食べることができる食品が廃棄されないようにするための社会的な取組をいう。

### 事業者の責務（第5条）
事業者は、その事業活動に関し、国または地方公共団体が実施する食品ロスの削減に関する施策に協力するよう努めるとともに、食品ロスの削減について積極的に取り組むよう努めるものとする。

### 消費者の責務（第6条）
消費者は、食品ロスの削減の重要性についての理解と関心を深めるとともに、食品の購入または調理の方法を改善すること等により食品ロスの削減について自主的に取り組むよう努めるものとする。
事業者および消費者に対する項目はいずれも努力義務となっている。